# لیگ قهرمانان آسیا ۲۰۱۵
لیگ قهرمانان آسیا ۲۰۱۵ سی و چهارمین دوره از مسابقات فوتبال باشگاهی سطح بالای آسیا بود که توسط کنفدراسیون فوتبال آسیا (ای‌اف‌سی) برگزار شد و سیزدهمین دوره تحت عنوان فعلی لیگ قهرمانان آسیا بود.
تیم گوانگژو اورگراند با غلبه بر تیم الاهلی دبی در فینال مسابقات برای دومین بار قهرمان این دوره از رقابت‌ها شد و به مسابقات جام باشگاه‌های جهان ۲۰۱۵ راه یافت.
وسترن سیدنی واندررز مدافع عنوان قهرمانی بود، اما در مرحله گروهی حذف شد.

## تخصیص ورودی‌ها به ازای هر انجمن
کمیته مسابقات ای‌اف‌سی در ۲۵ ژانویه ۲۰۱۴ پیشنهاد اصلاح مسابقات باشگاهی آسیا را داد که در ۱۶ آوریل ۲۰۱۴ توسط کمیته اجرایی ای‌اف‌سی تصویب شد. فدراسیون‌های عضو بر اساس عملکرد تیم‌های ملی و باشگاه‌هایشان در چهار سال گذشته در مسابقات ای‌اف‌سی رتبه‌بندی می‌شوند و سهمیه‌های مسابقات باشگاهی آسیا در سال‌های ۲۰۱۵ و ۲۰۱۶ بر اساس رتبه‌بندی‌های سال ۲۰۱۴ تعیین می‌شود:
- ۲۴ فدراسیون عضو برتر طبق رتبه‌بندی ای‌اف‌سی، در صورتی که معیارهای لیگ قهرمانان آسیا را داشته باشند، واجد شرایط دریافت سهمیه مستقیم در لیگ قهرمانان آسیا هستند.
- در هر دو منطقه شرق و غرب، در مجموع ۱۲ سهمیه مستقیم در مرحله گروهی وجود دارد و ۴ سهمیه باقی‌مانده از طریق پلی آف پر می‌شوند.
  - شش فدراسیون عضو برتر در هر دو منطقه شرق و غرب سهمیه مستقیم در مرحله گروهی دریافت می‌کنند، در حالی که فدراسیون‌های عضو باقی‌مانده سهمیه پلی آف دریافت می‌کنند:
  - فدراسیون‌های عضو رتبه اول و دوم هر کدام سه سهمیه مستقیم و یک سهمیه پلی‌آف دریافت می‌کنند.
  - فدراسیون‌های عضو رتبه سوم و چهارم هر کدام دو سهمیه مستقیم و دو سهمیه پلی‌آف دریافت می‌کنند.
  - فدراسیون‌های عضو رتبه پنجم هر کدام یک سهمیه مستقیم و دو سهمیه پلی‌آف دریافت می‌کنند.
  - فدراسیون‌های عضو رتبه ششم هر کدام یک سهمیه مستقیم و یک سهمیه پلی‌آف دریافت می‌کنند.
  - فدراسیون‌های عضو رتبه هفتم تا دوازدهم هر کدام یک سهمیه پلی‌آف دریافت می‌کنند.
- حداکثر تعداد سهمیه‌ها برای هر فدراسیون، یک سوم تعداد کل باشگاه‌های حاضر در لیگ برتر است (به عنوان مثال، استرالیا فقط می‌تواند حداکثر سه سهمیه در مجموع داشته باشد زیرا تنها نه باشگاه استرالیایی در ای‌لیگ وجود دارد).

کمیته مسابقات ای‌اف‌سی در تاریخ ۲۸ نوامبر ۲۰۱۴، سهمیه‌بندی مسابقات لیگ قهرمانان آسیا در سال‌های ۲۰۱۵ و ۲۰۱۶ را بر اساس معیارهایی از جمله رتبه‌بندی فدراسیون‌های عضو ای‌اف‌سی و اجرای مقررات صدور مجوز باشگاه‌ها نهایی کرد.
| شرکت‌کنندگان لیگ قهرمانان آسیا ۲۰۱۵ | شرکت‌کنندگان لیگ قهرمانان آسیا ۲۰۱۵ |
| ---------------------------------- | ---------------------------------- |
|                                    | کسب حدنصاب سهمیه                   |
|                                    | عدم کسب حدنصاب سهمیه               |

| رتبه  | رتبه  | انجمن عضو         | امتیاز | سهمیه‌ها     | سهمیه‌ها    | سهمیه‌ها       |        |
| رتبه  | رتبه  | انجمن عضو         | امتیاز | مرحله گروهی | پلی آف     | پلی آف        | پلی آف |
| منطقه | کل    | انجمن عضو         | امتیاز | مرحله گروهی | دور پلی آف | دور ۲ مقدماتی |        |
| ----- | ----- | ----------------- | ------ | ----------- | ---------- | ------------- | ------ |
| ۱     | ۲     | عربستان سعودی     | ۸۸٫۲۶۸ | ۳           | ۱          | ۰             |        |
| ۲     | ۳     | ایران             | ۸۰٫۷۹۴ | ۳           | ۱          | ۰             |        |
| ۳     | ۵     | ازبکستان          | ۶۲٫۲۷۲ | ۳           | ۱          | ۰             |        |
| ۴     | ۷     | امارات متحده عربی | ۵۷٫۷۹۲ | ۲           | ۲          | ۰             |        |
| ۵     | ۹     | قطر               | ۵۶٫۱۰۳ | ۱           | ۰          | ۲             |        |
| ۶     | ۱۰    | عراق[الف]         | ۴۷٫۱۰۶ | ۰           | ۰          | ۰             |        |
| ۷     | ۱۱    | کویت              | ۴۵٫۴۲۳ | ۰           | ۰          | ۱             |        |
| ۸     | ۱۲    | اردن              | ۴۴٫۳۰۹ | ۰           | ۰          | ۱             |        |
| ۹     | ۱۴    | عمان              | ۳۰٫۵۸۶ | ۰           | ۰          | ۱             |        |
| ۱۰    | ۱۶    | بحرین             | ۲۵٫۵۴۷ | ۰           | ۰          | ۱             |        |
| ۱۱    | ۱۷    | لبنان[الف]        | ۲۵٫۰۴۳ | ۰           | ۰          | ۰             |        |
| ۱۲    | ۱۹    | سوریه[الف]        | ۲۲٫۸۸۳ | ۰           | ۰          | ۰             |        |
| مجموع | مجموع | مجموع             | مجموع  | ۱۲          | ۵          | ۶             |        |
| مجموع | مجموع | مجموع             | مجموع  | ۱۲          | ۱۱         |               |        |

| رتبه  | رتبه  | انجمن عضو | امتیاز | سهمیه‌ها     | سهمیه‌ها    | سهمیه‌ها       | سهمیه‌ها       |
| رتبه  | رتبه  | انجمن عضو | امتیاز | مرحله گروهی | پلی آف     | پلی آف        | پلی آف        |
| منطقه | کل    | انجمن عضو | امتیاز | مرحله گروهی | دور پلی آف | دور ۲ مقدماتی | دور ۱ مقدماتی |
| ----- | ----- | --------- | ------ | ----------- | ---------- | ------------- | ------------- |
| ۱     | ۱     | کره جنوبی | ۹۴٫۸۶۶ | ۳           | ۱          | ۰             | ۰             |
| ۲     | ۴     | ژاپن      | ۷۷٫۱۰۷ | ۳           | ۱          | ۰             | ۰             |
| ۳     | ۶     | استرالیا  | ۵۷٫۹۴۰ | ۲           | ۱          | ۰             | ۰             |
| ۴     | ۸     | چین       | ۵۷٫۶۶۰ | ۲           | ۱          | ۱             | ۰             |
| ۵     | ۱۳    | تایلند    | ۳۳٫۰۴۹ | ۱           | ۰          | ۲             | ۰             |
| ۶     | ۱۵    | ویتنام    | ۲۷٫۷۵۳ | ۱           | ۰          | ۱             | ۰             |
| ۷     | ۱۸    | اندونزی   | ۲۵٫۰۰۴ | ۰           | ۰          | ۱             | ۰             |
| ۸     | ۲۰    | هنگ کنگ   | ۲۰٫۰۷۷ | ۰           | ۰          | ۱             | ۰             |
| ۹     | ۲۱    | میانمار   | ۱۸٫۹۴۹ | ۰           | ۰          | ۰             | ۱             |
| ۱۰    | ۲۲    | مالزی     | ۱۸٫۱۵۳ | ۰           | ۰          | ۰             | ۱             |
| ۱۱    | ۲۳    | هند       | ۱۶٫۷۵۶ | ۰           | ۰          | ۰             | ۱             |
| ۱۲    | ۲۴    | سنگاپور   | ۱۶٫۰۹۷ | ۰           | ۰          | ۰             | ۱             |
| مجموع | مجموع | مجموع     | مجموع  | ۱۲          | ۴          | ۶             | ۴             |
| مجموع | مجموع | مجموع     | مجموع  | ۱۲          | ۱۴         |               |               |

نکات
1. ^ a b c عراق (۲ سهمیه پلی آف)، لبنان و سوریه (هر کدام ۱ سهمیه پلی آف) سهمیه‌هایی برای لیگ قهرمانان آسیا ۲۰۱۵ و ۲۰۱۶ داشتند، اما به دلیل اینکه هیچ یک از تیم‌هایشان الزامات صدور مجوز باشگاه برای سال ۲۰۱۵ را نداشتند، اجازه شرکت در لیگ قهرمانان آسیا ۲۰۱۵ را نداشتند.

## تیم‌ها
۴۹ تیم زیر از ۲۱ انجمن وارد این رقابت‌ها شدند.
در جدول زیر، تعداد حضورها و آخرین حضورها فقط موارد از فصل ۰۳–۲۰۰۲ (شامل دورهای مقدماتی) را در نظر گرفته است، زمانی که این رقابت‌ها به لیگ قهرمانان آسیا تغییر نام داد.
| تیم                                         | نحوه صلاحیت                                           | حضور                                        | آخرین                                       |
| ورود مستقیم به مرحله گروهی (گروه‌های A تا D) | ورود مستقیم به مرحله گروهی (گروه‌های A تا D)           | ورود مستقیم به مرحله گروهی (گروه‌های A تا D) | ورود مستقیم به مرحله گروهی (گروه‌های A تا D) |
| ------------------------------------------- | ----------------------------------------------------- | ------------------------------------------- | ------------------------------------------- |
| النصر                                       | قهرمان لیگ حرفه‌ای عربستان ۱۴–۲۰۱۳                     | دوم                                         | ۲۰۱۱                                        |
| الشباب                                      | قهرمان جام پادشاه عربستان ۲۰۱۴                        | نهم                                         | ۲۰۱۴                                        |
| الهلال                                      | نایب‌قهرمان لیگ حرفه‌ای عربستان ۱۴–۲۰۱۳                 | یازدهم                                      | ۲۰۱۴                                        |
| فولاد                                       | قهرمان لیگ برتر فوتبال ایران ۹۳–۱۳۹۲                  | سوم                                         | ۲۰۱۴                                        |
| تراکتور سازی                                | قهرمان جام حذفی فوتبال ایران ۹۳–۱۳۹۲                  | سوم                                         | ۲۰۱۴                                        |
| پرسپولیس                                    | نایب‌قهرمان لیگ برتر فوتبال ایران ۹۳–۱۳۹۲              | پنجم                                        | ۲۰۱۲                                        |
| پاختاکور                                    | قهرمان لیگ ازبکستان ۲۰۱۴                              | دوازدهم                                     | ۲۰۱۳                                        |
| لوکوموتیو تاشکند                            | قهرمان جام ازبکستان ۲۰۱۴ نایب‌قهرمان لیگ ازبکستان ۲۰۱۴ | سوم                                         | ۲۰۱۴                                        |
| نسف قرشی                                    | مقام سوم لیگ ازبکستان ۲۰۱۴                            | سوم                                         | ۲۰۱۴                                        |
| الاهلی                                      | قهرمان لیگ خلیج عربی ۱۴–۲۰۱۳                          | ششم                                         | ۲۰۱۴                                        |
| العین                                       | قهرمان جام رئیس‌جمهور امارات ۱۴–۲۰۱۳                   | دهم                                         | ۲۰۱۴                                        |
| لخویا                                       | قهرمان لیگ ستارگان قطر ۱۴–۲۰۱۳                        | چهارم                                       | ۲۰۱۴                                        |
| شرکت‌کنندگان پلی آف مقدماتی                  |                                                       |                                             |                                             |
| ورود به دور پلی آف                          |                                                       |                                             |                                             |
| الاهلی                                      | مقام سوم لیگ حرفه‌ای عربستان ۱۴–۲۰۱۳                   | هفتم                                        | ۲۰۱۳                                        |
| نفت تهران                                   | مقام سوم لیگ برتر فوتبال ایران ۹۳–۱۳۹۲                | اول                                         | —                                           |
| بنیادکار                                    | مقام چهارم لیگ ازبکستان ۲۰۱۴                          | هشتم                                        | ۲۰۱۴                                        |
| الوحده                                      | نایب‌قهرمان لیگ خلیج عربی ۱۴–۲۰۱۳                      | هفتم                                        | ۲۰۱۱                                        |
| الجزیره                                     | مقام سوم لیگ خلیج عربی ۱۴–۲۰۱۳                        | هفتم                                        | ۲۰۱۴                                        |
| ورود به دور مقدماتی ۲                       |                                                       |                                             |                                             |
| السد                                        | قهرمان جام امیر قطر ۲۰۱۴                              | دهم                                         | ۲۰۱۴                                        |
| الجیش                                       | نایب‌قهرمان لیگ ستارگان قطر ۱۴–۲۰۱۳                    | سوم                                         | ۲۰۱۴                                        |
| القادسیه                                    | قهرمان لیگ برتر کویت ۱۴–۲۰۱۳                          | پنجم                                        | ۲۰۱۴                                        |
| الوحدات                                     | قهرمان لیگ اردن ۱۴–۲۰۱۳                               | دوم                                         | ۰۳–۲۰۰۲                                     |
| النهضه                                      | قهرمان لیگ حرفه‌ای عمان ۱۴–۲۰۱۳                        | اول                                         | —                                           |
| الرفاع                                      | قهرمان لیگ برتر بحرین ۱۴–۲۰۱۳                         | سوم                                         | ۲۰۰۴                                        |

| تیم                                         | نحوه صلاحیت                                           | حضور                                        | آخرین                                       |
| ورود مستقیم به مرحله گروهی (گروه‌های E تا H) | ورود مستقیم به مرحله گروهی (گروه‌های E تا H)           | ورود مستقیم به مرحله گروهی (گروه‌های E تا H) | ورود مستقیم به مرحله گروهی (گروه‌های E تا H) |
| ------------------------------------------- | ----------------------------------------------------- | ------------------------------------------- | ------------------------------------------- |
| چونبوک هیوندای موتورز                       | قهرمان کی‌لیگ کلاسیک ۲۰۱۴                              | نهم                                         | ۲۰۱۴                                        |
| سئونگنام                                    | قهرمان جام حذفی کره جنوبی ۲۰۱۴                        | ششم                                         | ۲۰۱۲                                        |
| سوون سامسونگ بلووینگز                       | نایب‌قهرمان کی‌لیگ کلاسیک ۲۰۱۴                          | ششم                                         | ۲۰۱۳                                        |
| گامبا اوساکا                                | قهرمان جی‌لیگ دسته اول ۲۰۱۴ و قهرمان جام امپراتور ۲۰۱۴ | هفتم                                        | ۲۰۱۲                                        |
| اوراوا رد دایموندز                          | نایب‌قهرمان جی‌لیگ دسته اول ۲۰۱۴                        | چهارم                                       | ۲۰۱۳                                        |
| کاشیما آنتلرز                               | مقام سوم جی‌لیگ دسته اول ۲۰۱۴                          | ششم                                         | ۲۰۱۱                                        |
| بریزبن رور                                  | قهرمان ای-لیگ ۱۴–۲۰۱۳ و فینال بزرگ ای‌لیگ ۲۰۱۴         | سوم                                         | ۲۰۱۳                                        |
| وسترن سیدنی واندررزم.ع.                     | نایب‌قهرمان فصل عادی ای‌لیگ ۱۴–۲۰۱۳                     | دوم                                         | ۲۰۱۴                                        |
| گوانگژو اورگراند                            | قهرمان سوپر لیگ چین ۲۰۱۴                              | چهارم                                       | ۲۰۱۴                                        |
| شاندونگ لوننگ تایشان                        | قهرمان جام حذفی فوتبال چین ۲۰۱۴                       | هفتم                                        | ۲۰۱۴                                        |
| بوریرام یونایتد                             | قهرمان لیگ برتر تایلند ۲۰۱۴                           | پنجم                                        | ۲۰۱۴                                        |
| بکامکس بین دونگ                             | قهرمان وی.لیگ ۱ ۲۰۱۴                                  | دوم                                         | ۲۰۰۸                                        |
| شرکت‌کنندگان پلی آف مقدماتی                  |                                                       |                                             |                                             |
| ورود به دور پلی آف                          |                                                       |                                             |                                             |
| سئول                                        | مقام سوم کی‌لیگ کلاسیک ۲۰۱۴                            | پنجم                                        | ۲۰۱۴                                        |
| کاشیوا ریسول                                | مقام چهارم جی‌لیگ دسته اول ۲۰۱۴                        | سوم                                         | ۲۰۱۳                                        |
| سنترال کوست مارینرز                         | مقام سوم فصل عادی ای-لیگ ۲۰۱۴–۲۰۱۳                    | پنجم                                        | ۲۰۱۴                                        |
| بیجینگ گوان                                 | نایب‌قهرمان سوپر لیگ چین ۲۰۱۴                          | هفتم                                        | ۲۰۱۴                                        |
| ورود به دور مقدماتی ۲                       |                                                       |                                             |                                             |
| گوانگژو آر و اف                             | مقام سوم سوپر لیگ چین ۲۰۱۴                            | اول                                         | —                                           |
| بانکوک گلس                                  | قهرمان جام حذفی تایلند ۲۰۱۴                           | اول                                         | —                                           |
| چونبوری                                     | نایب‌قهرمان لیگ برتر تایلند ۲۰۱۴                       | چهارم                                       | ۲۰۱۴                                        |
| هانوی تی‌اندتی                               | نایب‌قهرمان وی‌لیگ ۱ ۲۰۱۴[نکته ویتنام]                  | دوم                                         | ۲۰۱۴                                        |
| پرسیب باندونگ                               | قهرمان لیگ برتر اندونزی ۲۰۱۴                          | اول                                         | —                                           |
| کیتچی                                       | قهرمان لیگ دسته اول هنگ کنگ ۱۴–۲۰۱۳                   | اول                                         | —                                           |
| ورود به دور مقدماتی ۱                       |                                                       |                                             |                                             |
| یاداناربون                                  | قهرمان لیگ ملی میانمار ۲۰۱۴                           | اول                                         | —                                           |
| جوهر دارالتعظیم                             | قهرمان سوپر لیگ مالزی ۲۰۱۴                            | اول                                         | —                                           |
| بنگالورو                                    | قهرمان آی-لیگ ۱۴–۲۰۱۳                                 | اول                                         | —                                           |
| واریورس                                     | قهرمان اس.لیگ ۲۰۱۴                                    | سوم                                         | ۲۰۱۰                                        |

نکته
1. ^ ویتنام: هانوی تی‌اندتی به جای هایفونگ، قهرمان جام حذفی ویتنام ۲۰۱۴ وارد لیگ قهرمانان آسیا شد، زیرا هایفونگ شرایط لازم را برای داشتن مجوز لیگ قهرمانان آسیا نداشت.[۹]

## برنامه
برنامه مسابقات به شرح زیر بود (تمام قرعه‌کشی‌ها در کوالا لامپور، مالزی برگزار شد).
| مرحله         | دور           | تاریخ قرعه کشی | اولین لیگ          | دومین لیگ          |
| ------------- | ------------- | -------------- | ------------------ | ------------------ |
| مرحله مقدماتی | دور مقدماتی ۱ | بدون قرعه کشی  | ۴ فوریه ۲۰۱۵       | ۴ فوریه ۲۰۱۵       |
| مرحله مقدماتی | دور مقدماتی۲  | بدون قرعه کشی  | ۱۰ فوریه ۲۰۱۵      | ۱۰ فوریه ۲۰۱۵      |
| مرحله پلی آف  | دور پلی آف    | بدون قرعه کشی  | ۱۷ فوریه ۲۰۱۵      | ۱۷ فوریه ۲۰۱۵      |
| مرحله گروهی   | هفته ۱        | ۱۱ دسامبر ۲۰۱۴ | ۲۴–۲۵ فوریه ۲۰۱۵   | ۲۴–۲۵ فوریه ۲۰۱۵   |
| مرحله گروهی   | هفته ۲        | ۱۱ دسامبر ۲۰۱۴ | ۳–۴ مارس ۲۰۱۵      | ۳–۴ مارس ۲۰۱۵      |
| مرحله گروهی   | هفته ۳        | ۱۱ دسامبر ۲۰۱۴ | ۱۷–۱۸ مارس ۲۰۱۵    | ۱۷–۱۸ مارس ۲۰۱۵    |
| مرحله گروهی   | هفته ۴        | ۱۱ دسامبر ۲۰۱۴ | ۷–۸ آوریل ۲۰۱۵     | ۷–۸ آوریل ۲۰۱۵     |
| مرحله گروهی   | هفته ۵        | ۱۱ دسامبر ۲۰۱۴ | ۲۱–۲۲ آوریل ۲۰۱۵   | ۲۱–۲۲ آوریل ۲۰۱۵   |
| مرحله گروهی   | هفته ۶        | ۱۱ دسامبر ۲۰۱۴ | ۵–۶ مه ۲۰۱۵        | ۵–۶ مه ۲۰۱۵        |
| مرحله حذفی    | یک‌هشتم نهایی  | ۱۱ دسامبر ۲۰۱۴ | ۱۹–۲۰ مه ۲۰۱۵      | ۲۶–۲۷ مه ۲۰۱۵      |
| مرحله حذفی    | یک‌چهارم نهایی | ۱۸ ژوئن ۲۰۱۵   | ۲۵–۲۶ اوت ۲۰۱۵     | ۱۵–۱۶ سپتامبر ۲۰۱۵ |
| مرحله حذفی    | نیمه نهایی    | ۱۸ ژوئن ۲۰۱۵   | ۲۹–۳۰ سپتامبر ۲۰۱۵ | ۲۰–۲۱ اکتبر ۲۰۱۵   |
| مرحله حذفی    | فینال         | ۱۸ ژوئن ۲۰۱۵   | ۷ نوامبر ۲۰۱۵      | ۲۱ نوامبر ۲۰۱۵     |

## پلی آف مقدماتی
نمودار مسابقات پلی آف مقدماتی که شامل سه دور (دور مقدماتی ۱، دور مقدماتی ۲ و دور پلی آف) بود، توسط ای‌اف‌سی بر اساس رتبه‌بندی هر تیم در رده‌بندی فدراسیون‌ها تعیین شد. هر مسابقه به صورت تک‌بازی برگزار می‌شد و تیم فدراسیون با رتبه بالاتر میزبان مسابقه بود. در صورت لزوم، از وقت اضافه و ضربات پنالتی برای تعیین برنده استفاده می‌شد. برندگان هر مسابقه در دور پلی آف به مرحله گروهی راه یافتند تا به جمع ۲۴ تیم واجد شرایط صعود کنند. همه بازندگان هر دور که از فدراسیون‌هایی بودند که فقط سهمیه پلی آف داشتند، وارد مرحله گروهی ای‌اف‌سی کاپ ۲۰۱۵ شدند.

### دور مقدماتی ۱
| تیم ۱           | نتیجه              | تیم ۲     |
| منطقه شرق       | منطقه شرق          | منطقه شرق |
| --------------- | ------------------ | --------- |
| یاداناربون      | ۱–۱ (و.ا.) (۵–۶ پ) | واریورس   |
| جوهر دارالتعظیم | ۲–۱ (و.ا.)         | بنگالورو  |

### دور مقدماتی ۲
| تیم ۱           | نتیجه                | تیم ۲           |
| منطقه غرب       | منطقه غرب            | منطقه غرب       |
| --------------- | -------------------- | --------------- |
| القادسیه        | ۱–۰                  | الوحدات         |
| الجیش           | ۲–۱                  | النهضه          |
| السد            | ۰–۰ (و.ا.) (۱۱–۱۰ پ) | الرفاع          |
| منطقه شرق       |                      |                 |
| هانوی تی‌اندتی   | ۴–۰                  | پرسیب باندونگ   |
| چونبوری         | ۴–۱                  | کیتچی           |
| گوانگژو آر و اف | ۳–۰                  | واریورس         |
| بانکوک گلس      | ۳–۰                  | جوهر دارالتعظیم |

### دور پلی آف
| تیم ۱               | نتیجه              | تیم ۲           |
| منطقه غرب           | منطقه غرب          | منطقه غرب       |
| ------------------- | ------------------ | --------------- |
| الاهلی              | ۲–۱ (و.ا.)         | القادسیه        |
| نفت تهران           | ۱–۰                | الجیش           |
| بنیادکار            | ۲–۱                | الجزیره         |
| الوحده              | ۴–۴ (و.ا.) (۴–۵ پ) | السد            |
| منطقه شرق           |                    |                 |
| سئول                | ۷–۰                | هانوی تی‌اندتی   |
| کاشیوا ریسول        | ۳–۲                | چونبوری         |
| سنترال کوست مارینرز | ۳–۰                | گوانگژو آر و اف |
| بیجینگ گوان         | ۳–۰                | بانکوک گلس      |

## مرحله گروهی
قرعه‌کشی مرحله گروهی در ۱۱ دسامبر ۲۰۱۴ برگزار شد. ۳۲ تیم در هشت گروه چهار تیمی قرار گرفتند. تیم‌های یک فدراسیون نمی‌توانستند در یک گروه قرار بگیرند. هر گروه به صورت رفت و برگشت نوبت‌گردشی برگزار شد. تیم‌های اول و دوم هر گروه به مرحله یک‌هشتم نهایی راه یافتند.
معیارهای تساوی‌شکن
تیم‌ها بر اساس امتیاز رتبه‌بندی می‌شوند (۳ امتیاز برای برد، ۱ امتیاز برای تساوی، ۰ امتیاز برای باخت). در صورت تساوی امتیازها، معیارهای تساوی‌شکن به ترتیب زیر اعمال می‌شود:
1. تعداد امتیازات بیشتر کسب شده در مسابقات گروهی بین تیم‌های مربوطه؛
2. تفاضل گل حاصل از مسابقات گروهی بین تیم‌های مربوطه؛
3. تعداد گل‌های زده شده بیشتر در مسابقات گروهی بین تیم‌های مربوطه؛
4. تعداد گل‌های زده شده بیشتر در خانه حریف در مسابقات گروهی بین تیم‌های مربوطه؛
5. اگر پس از اعمال معیارهای ۱ تا ۴، تیم‌ها همچنان رتبه یکسانی داشته باشند، معیارهای ۱ تا ۴ منحصراً برای مسابقات بین تیم‌های مورد نظر اعمال می‌شوند تا رتبه نهایی آنها تعیین شود. اگر این رویه منجر به تصمیم‌گیری نشود، معیارهای ۶ تا ۱۰ اعمال می‌شوند؛
6. تفاضل گل در تمام مسابقات گروهی؛
7. تعداد گل‌های زده شده بیشتر در تمام مسابقات گروهی؛
8. ضربات پنالتی اگر فقط دو تیم درگیر باشند و هر دو در زمین بازی باشند؛
9. امتیاز کمتر بر اساس تعداد کارت‌های زرد و قرمز دریافت شده در مسابقات گروهی محاسبه می‌شود (۱ امتیاز برای یک کارت زرد، ۳ امتیاز برای کارت قرمز به دلیل دو کارت زرد، ۳ امتیاز برای کارت قرمز مستقیم، ۴ امتیاز برای کارت زرد و به دنبال آن کارت قرمز مستقیم)؛
10. تیمی که به فدراسیون عضوی با رتبه بالاتر ای‌اف‌سی تعلق دارد.

### گروه A
| رتبه | تیم      | بازی | برد | مساوی | باخت | گ‌ز | گ‌خ | تفاضل | امتیاز | صلاحیت                    |
| ---- | -------- | ---- | --- | ----- | ---- | -- | -- | ----- | ------ | ------------------------- |
| ۱    | لخویا    | ۶    | ۴   | ۱     | ۱    | ۹  | ۵  | ۴+    | ۱۳     | صعود مستقیم به مرحله حذفی |
| ۲    | پرسپولیس | ۶    | ۴   | ۰     | ۲    | ۷  | ۷  | ۰     | ۱۲     | صعود مستقیم به مرحله حذفی |
| ۳    | النصر    | ۶    | ۲   | ۲     | ۲    | ۷  | ۶  | ۱+    | ۸      |                           |
| ۴    | بنیادکار | ۶    | ۰   | ۱     | ۵    | ۲  | ۷  | ۵-    | ۱      |                           |

|          | لخویا | پرسپولیس | بنیادکار | النصر |
| -------- | ----- | -------- | -------- | ----- |
| لخویا    | —     | ۰-۳      | ۰-۱      | ۱-۱   |
| پرسپولیس | ۰-۳   | —        | ۱-۲      | ۰-۱   |
| بنیادکار | ۱-۰   | ۱-۰      | —        | ۱-۰   |
| النصر    | ۳-۱   | ۰-۳      | ۱-۱      | —     |

منبع:AFC

### گروه B
| رتبه | تیم       | بازی | برد | مساوی | باخت | گ‌ز | گ‌خ | تفاضل | امتیاز | صلاحیت             |
| ---- | --------- | ---- | --- | ----- | ---- | -- | -- | ----- | ------ | ------------------ |
| ۱    | العین     | ۶    | ۳   | ۳     | ۰    | ۷  | ۲  | ۵+    | ۱۲     | صعود به مرحله حذفی |
| ۲    | نفت تهران | ۶    | ۲   | ۲     | ۲    | ۸  | ۸  | ۰     | ۸      | صعود به مرحله حذفی |
| ۳    | پاختاکور  | ۶    | ۱   | ۳     | ۲    | ۶  | ۸  | ۲-    | ۶      |                    |
| ۴    | الشباب    | ۶    | ۱   | ۲     | ۳    | ۵  | ۸  | ۳-    | ۵      |                    |

|           | العین | نفت | پاختاکور | الشباب |
| --------- | ----- | --- | -------- | ------ |
| العین     | —     | ۰-۳ | ۱-۱      | ۰-۰    |
| نفت تهران | ۱-۱   | —   | ۱-۱      | ۱-۲    |
| پاختاکور  | ۱-۰   | ۱-۲ | —        | ۲-۰    |
| الشباب    | ۱-۰   | ۳-۰ | ۲-۲      | —      |

منبع:AFC

### گروه C
| رتبه | تیم              | بازی | برد | مساوی | باخت | گ‌ز | گ‌خ | تفاضل | امتیاز | صلاحیت                    |
| ---- | ---------------- | ---- | --- | ----- | ---- | -- | -- | ----- | ------ | ------------------------- |
| ۱    | الهلال           | ۶    | ۴   | ۱     | ۱    | ۹  | ۴  | ۵+    | ۱۳     | صعود مستقیم به مرحله حذفی |
| ۲    | السد             | ۶    | ۳   | ۱     | ۲    | ۹  | ۹  | ۰     | ۱۰     | صعود مستقیم به مرحله حذفی |
| ۳    | فولاد            | ۶    | ۱   | ۳     | ۲    | ۲  | ۴  | ۲-    | ۶      |                           |
| ۴    | لوکوموتیو تاشکند | ۶    | ۱   | ۱     | ۴    | ۱۰ | ۱۳ | ۳-    | ۴      |                           |

|           | الهلال | السد | فولاد | لوکوموتیو |
| --------- | ------ | ---- | ----- | --------- |
| الهلال    | —      | ۱-۲  | ۰-۲   | ۱-۳       |
| السد      | ۰-۱    | —    | ۰-۱   | ۲-۶       |
| فولاد     | ۰-۰    | ۰-۰  | —     | ۰-۱       |
| لوکوموتیو | ۲-۱    | ۰-۵  | ۱-۱   | —         |

منبع:AFC

### گروه D
| رتبه | تیم         | بازی | برد | مساوی | باخت | گ‌ز | گ‌خ | تفاضل | امتیاز | صلاحیت                    |
| ---- | ----------- | ---- | --- | ----- | ---- | -- | -- | ----- | ------ | ------------------------- |
| ۱    | الاهلی      | ۶    | ۲   | ۲     | ۰    | ۱۱ | ۷  | ۴+    | ۱۲     | صعود مستقیم به مرحله حذفی |
| ۲    | الاهلی      | ۶    | ۲   | ۲     | ۲    | ۸  | ۸  | ۰     | ۸      | صعود مستقیم به مرحله حذفی |
| ۳    | نسف قرشی    | ۶    | ۲   | ۲     | ۲    | ۵  | ۵  | ۰     | ۸      |                           |
| ۴    | تراکتورسازی | ۶    | ۱   | ۱     | ۴    | ۷  | ۱۱ | ۴-    | ۴      |                           |

|             | الاهلی | الاهلی.ام | نسف‌قرشی | تراکتورسازی |
| ----------- | ------ | --------- | ------- | ----------- |
| الاهلی      | —      | ۱-۲       | ۱-۲     | ۰-۲         |
| الاهلی.ام   | ۳-۳    | —         | ۰-۰     | ۲-۳         |
| نسف‌قرشی     | ۰-۰    | ۱-۰       | —       | ۱-۲         |
| تراکتورسازی | ۲-۲    | ۰-۱       | ۲-۱     | —           |

منبع:AFC

### گروه E
| رتبه | تیم                   | بازی | برد | تساوی | باخت | گل‌زده | گل‌خورده | تفاضل‌گل | امتیاز | صلاحیت             |
| ---- | --------------------- | ---- | --- | ----- | ---- | ----- | ------- | ------- | ------ | ------------------ |
| ۱    | کاشیوا ریسول          | ۶    | ۳   | ۲     | ۱    | ۱۴    | ۹       | ۵+      | ۱۱     | صعود به مرحله حذفی |
| ۲    | چونبوک هیوندای موتورز | ۶    | ۳   | ۲     | ۱    | ۱۴    | ۶       | ۸+      | ۱۱     | صعود به مرحله حذفی |
| ۳    | شاندونگ لوننگ تایشان  | ۶    | ۲   | ۱     | ۳    | ۱۳    | ۱۷      | ۴-      | ۷      |                    |
| ۴    | بکامکس بین دونگ       | ۶    | ۱   | ۱     | ۴    | ۶     | ۱۵      | ۹-      | ۴      |                    |

### گروه F
| رتبه | تیم             | بازی | برد | تساوی | باخت | گل‌زده | گل‌خورده | تفاضل‌گل | امتیاز | صلاحیت             |
| ---- | --------------- | ---- | --- | ----- | ---- | ----- | ------- | ------- | ------ | ------------------ |
| ۱    | گامبا اوساکا    | ۶    | ۳   | ۱     | ۲    | ۱۰    | ۷       | ۳+      | ۱۰     | صعود به مرحله حذفی |
| ۲    | سئونگنام        | ۶    | ۳   | ۱     | ۲    | ۷     | ۵       | ۲+      | ۱۰     | صعود به مرحله حذفی |
| ۳    | بوریرام یونایتد | ۶    | ۳   | ۱     | ۲    | ۱۲    | ۷       | ۵+      | ۱۰     |                    |
| ۴    | گوانگژو آر و اف | ۶    | ۱   | ۱     | ۴    | ۳     | ۱۳      | ۱۰-     | ۴      |                    |

### گروه G
| رتبه | تیم                   | بازی | برد | تساوی | باخت | گل‌زده | گل‌خورده | تفاضل‌گل | امتیاز | صلاحیت             |
| ---- | --------------------- | ---- | --- | ----- | ---- | ----- | ------- | ------- | ------ | ------------------ |
| ۱    | بیجینگ گوان           | ۶    | ۳   | ۲     | ۱    | ۶     | ۳       | ۳+      | ۱۱     | صعود به مرحله حذفی |
| ۲    | سوون سامسونگ بلووینگز | ۶    | ۳   | ۲     | ۱    | ۱۱    | ۸       | ۳+      | ۱۱     | صعود به مرحله حذفی |
| ۳    | بریزبن رور            | ۶    | ۲   | ۱     | ۳    | ۷     | ۹       | ۲-      | ۷      |                    |
| ۴    | اوراوا رد دایموندز    | ۶    | ۱   | ۱     | ۴    | ۵     | ۹       | ۴-      | ۴      |                    |

### گروه H
| رتبه | تیم                 | بازی | برد | تساوی | باخت | گل‌زده | گل‌خورده | تفاضل‌گل | امتیاز | صلاحیت             |
| ---- | ------------------- | ---- | --- | ----- | ---- | ----- | ------- | ------- | ------ | ------------------ |
| ۱    | گوانگژو اورگراند    | ۶    | ۳   | ۱     | ۲    | ۹     | ۹       | ۰       | ۱۰     | صعود به مرحله حذفی |
| ۲    | سئول                | ۶    | ۲   | ۳     | ۱    | ۵     | ۴       | ۱+      | ۹      | صعود به مرحله حذفی |
| ۳    | وسترن سیدنی واندررز | ۶    | ۲   | ۲     | ۲    | ۹     | ۷       | ۲+      | ۸      |                    |
| ۴    | کاشیما آنتلرز       | ۶    | ۲   | ۰     | ۴    | ۱۰    | ۱۳      | ۳-      | ۶      |                    |

## مرحله حذفی
در مرحله حذفی، ۱۶ تیم به صورت تک‌حذفی به رقابت پرداختند. هر بازی به صورت رفت و برگشت برگزار شد. در صورت لزوم، از قانون گل زده در خانه حریف، وقت اضافه (گل زده در خانه حریف در وقت اضافه لحاظ نمی‌شود) و ضربات پنالتی برای تعیین برنده استفاده شد.

### نمودار
|  | یک‌هشتم نهایی          | یک‌هشتم نهایی | یک‌هشتم نهایی     | یک‌هشتم نهایی |   |                       | یک‌چهارم نهایی | یک‌چهارم نهایی | یک‌چهارم نهایی | یک‌چهارم نهایی |  |  | نیمه نهایی | نیمه نهایی | نیمه نهایی | نیمه نهایی |  |  | فینال | فینال | فینال | فینال |  |
|  |                       |              |                  |              |   |                       |               |               |               |               |  |  |            |            |            |            |  |  |       |       |       |       |  |
|  | پرسپولیس              | ۱            | ۰                | ۱            |   |                       |               |               |               |               |  |  |            |            |            |            |  |  |       |       |       |       |  |
|  | پرسپولیس              | ۱            | ۰                | ۱            |   |                       |               |               |               |               |  |  |            |            |            |            |  |  |       |       |       |       |  |
|  | الهلال                | ۰            | ۳                | ۳            |   |                       |               |               |               |               |  |  |            |            |            |            |  |  |       |       |       |       |  |
|  | الهلال                | ۰            | ۳                | ۳            |   | الهلال                | ۴             | ۲             | ۶             |               |  |  |            |            |            |            |  |  |       |       |       |       |  |
|  |                       |              |                  |              |   | الهلال                | ۴             | ۲             | ۶             |               |  |  |            |            |            |            |  |  |       |       |       |       |  |
|  |                       |              | لخویا            | ۱            | ۲ | ۳                     |               |               |               |               |  |  |            |            |            |            |  |  |       |       |       |       |  |
|  | السد                  | ۱            | لخویا            | ۱            | ۲ | ۳                     | ۲             | ۳             |               |               |  |  |            |            |            |            |  |  |       |       |       |       |  |
|  | السد                  | ۱            |                  |              |   |                       |               |               |               |               |  |  |            |            |            |            |  |  |       |       |       |       |  |
|  | لخویا                 | ۲            | ۲                | ۴            |   |                       |               |               |               |               |  |  |            |            |            |            |  |  |       |       |       |       |  |
|  | لخویا                 | ۲            | ۲                | ۴            |   | الهلال                | ۱             | ۲             | ۳             |               |  |  |            |            |            |            |  |  |       |       |       |       |  |
|  |                       |              |                  |              |   |                       |               |               |               |               |  |  |            |            |            |            |  |  |       |       |       |       |  |
|  |                       |              | الاهلی           | ۱            | ۳ | ۴                     |               |               |               |               |  |  |            |            |            |            |  |  |       |       |       |       |  |
|  | نفت تهران (گ.ز.)      | ۱            | الاهلی           | ۱            | ۳ | ۴                     | ۱             | ۲             |               |               |  |  |            |            |            |            |  |  |       |       |       |       |  |
|  | نفت تهران (گ.ز.)      | ۱            |                  |              |   |                       |               |               |               |               |  |  |            |            |            |            |  |  |       |       |       |       |  |
|  | الاهلی                | ۰            | ۲                | ۲            |   |                       |               |               |               |               |  |  |            |            |            |            |  |  |       |       |       |       |  |
|  | الاهلی                | ۰            | ۲                | ۲            |   | نفت تهران             | ۰             | ۱             | ۱             |               |  |  |            |            |            |            |  |  |       |       |       |       |  |
|  |                       |              |                  |              |   | نفت تهران             | ۰             | ۱             | ۱             |               |  |  |            |            |            |            |  |  |       |       |       |       |  |
|  |                       |              | الاهلی           | ۱            | ۲ | ۳                     |               |               |               |               |  |  |            |            |            |            |  |  |       |       |       |       |  |
|  | الاهلی (گ.ز.)         | ۰            | الاهلی           | ۱            | ۲ | ۳                     | ۳             | ۳             |               |               |  |  |            |            |            |            |  |  |       |       |       |       |  |
|  | الاهلی (گ.ز.)         | ۰            |                  |              |   |                       |               |               |               |               |  |  |            |            |            |            |  |  |       |       |       |       |  |
|  | العین                 | ۰            | ۳                | ۳            |   |                       |               |               |               |               |  |  |            |            |            |            |  |  |       |       |       |       |  |
|  | العین                 | ۰            | ۳                | ۳            |   | الاهلی                | ۰             | ۰             | ۰             |               |  |  |            |            |            |            |  |  |       |       |       |       |  |
|  |                       |              |                  |              |   |                       |               |               |               |               |  |  |            |            |            |            |  |  |       |       |       |       |  |
|  |                       |              | گوانگژو اورگراند | ۰            | ۱ | ۱                     |               |               |               |               |  |  |            |            |            |            |  |  |       |       |       |       |  |
|  | سوون سامسونگ بلووینگز | ۲            | گوانگژو اورگراند | ۰            | ۱ | ۱                     | ۲             | ۴             |               |               |  |  |            |            |            |            |  |  |       |       |       |       |  |
|  | سوون سامسونگ بلووینگز | ۲            |                  |              |   |                       |               |               |               |               |  |  |            |            |            |            |  |  |       |       |       |       |  |
|  | کاشیوا ریسول (گ.ز.)   | ۳            | ۱                | ۴            |   |                       |               |               |               |               |  |  |            |            |            |            |  |  |       |       |       |       |  |
|  | کاشیوا ریسول (گ.ز.)   | ۳            | ۱                | ۴            |   | کاشیوا ریسول          | ۱             | ۱             | ۲             |               |  |  |            |            |            |            |  |  |       |       |       |       |  |
|  |                       |              |                  |              |   | کاشیوا ریسول          | ۱             | ۱             | ۲             |               |  |  |            |            |            |            |  |  |       |       |       |       |  |
|  |                       |              | گوانگژو اورگراند | ۳            | ۱ | ۴                     |               |               |               |               |  |  |            |            |            |            |  |  |       |       |       |       |  |
|  | سئونگنام              | ۲            | گوانگژو اورگراند | ۳            | ۱ | ۴                     | ۰             | ۲             |               |               |  |  |            |            |            |            |  |  |       |       |       |       |  |
|  | سئونگنام              | ۲            |                  |              |   |                       |               |               |               |               |  |  |            |            |            |            |  |  |       |       |       |       |  |
|  | گوانگژو اورگراند      | ۱            | ۲                | ۳            |   |                       |               |               |               |               |  |  |            |            |            |            |  |  |       |       |       |       |  |
|  | گوانگژو اورگراند      | ۱            | ۲                | ۳            |   | گوانگژو اورگراند      | ۲             | ۰             | ۲             |               |  |  |            |            |            |            |  |  |       |       |       |       |  |
|  |                       |              |                  |              |   |                       |               |               |               |               |  |  |            |            |            |            |  |  |       |       |       |       |  |
|  |                       |              | گامبا اوساکا     | ۱            | ۰ | ۱                     |               |               |               |               |  |  |            |            |            |            |  |  |       |       |       |       |  |
|  | چونبوک هیوندای موتورز | ۱            | گامبا اوساکا     | ۱            | ۰ | ۱                     | ۱             | ۲             |               |               |  |  |            |            |            |            |  |  |       |       |       |       |  |
|  | چونبوک هیوندای موتورز | ۱            |                  |              |   |                       |               |               |               |               |  |  |            |            |            |            |  |  |       |       |       |       |  |
|  | بیجینگ گوان           | ۱            | ۰                | ۱            |   |                       |               |               |               |               |  |  |            |            |            |            |  |  |       |       |       |       |  |
|  | بیجینگ گوان           | ۱            | ۰                | ۱            |   | چونبوک هیوندای موتورز | ۰             | ۲             | ۲             |               |  |  |            |            |            |            |  |  |       |       |       |       |  |
|  |                       |              |                  |              |   | چونبوک هیوندای موتورز | ۰             | ۲             | ۲             |               |  |  |            |            |            |            |  |  |       |       |       |       |  |
|  |                       |              | گامبا اوساکا     | ۰            | ۳ | ۳                     |               |               |               |               |  |  |            |            |            |            |  |  |       |       |       |       |  |
|  | سئول                  | ۱            | گامبا اوساکا     | ۰            | ۳ | ۳                     | ۲             | ۳             |               |               |  |  |            |            |            |            |  |  |       |       |       |       |  |
|  | سئول                  | ۱            |                  |              |   |                       |               |               |               |               |  |  |            |            |            |            |  |  |       |       |       |       |  |
|  | گامبا اوساکا          | ۳            | ۳                | ۶            |   |                       |               |               |               |               |  |  |            |            |            |            |  |  |       |       |       |       |  |

### یک‌هشتم نهایی
در مرحله یک‌هشتم نهایی، برندگان یک گروه با تیم‌های دوم گروه دیگر در همان منطقه بازی کردند و برندگان گروه‌ها میزبان بازی برگشت بودند.
| تیم ۱     | نتیجه نهایی | تیم ۲  | بازی رفت | بازی برگشت |
| --------- | ----------- | ------ | -------- | ---------- |
| السد      | ۳–۴         | لخویا  | ۱–۲      | ۲–۲        |
| پرسپولیس  | ۱–۳         | الهلال | ۱–۰      | ۰–۳        |
| الاهلی    | ۳–۳ (گ.ز.)  | العین  | ۰–۰      | ۳–۳        |
| نفت تهران | ۲–۲ (گ.ز.)  | الاهلی | ۱–۰      | ۱–۲        |

| تیم ۱                 | نتیجه نهایی | تیم ۲            | بازی رفت | بازی برگشت |
| --------------------- | ----------- | ---------------- | -------- | ---------- |
| سوون سامسونگ بلووینگز | ۴–۴ (گ.ز.)  | کاشیوا ریسول     | ۲–۳      | ۲–۱        |
| چونبوک هیوندای موتورز | ۲–۱         | بیجینگ گوان      | ۱–۱      | ۱–۰        |
| سئول                  | ۳–۶         | گامبا اوساکا     | ۱–۳      | ۲–۳        |
| سئونگنام              | ۲–۳         | گوانگژو اورگراند | ۲–۱      | ۰–۲        |

### یک‌چهارم نهایی
قرعه‌کشی مرحله یک‌چهارم نهایی در ۱۸ ژوئن ۲۰۱۵ برگزار شد. تیم‌های مناطق مختلف نمی‌توانستند در یک گروه قرار بگیرند و هیچ سیدبندی یا حمایت از کشور وجود نداشت، بنابراین تیم‌های یک انجمن می‌توانستند در یک گروه قرار بگیرند.
| تیم ۱     | نتیجه نهایی | تیم ۲  | بازی رفت | بازی برگشت |
| --------- | ----------- | ------ | -------- | ---------- |
| الهلال    | ۶–۳         | لخویا  | ۴–۱      | ۲–۲        |
| نفت تهران | ۱–۳         | الاهلی | ۰–۱      | ۱–۲        |

| تیم ۱                 | نتیجه نهایی | تیم ۲            | بازی رفت | بازی برگشت |
| --------------------- | ----------- | ---------------- | -------- | ---------- |
| کاشیوا ریسول          | ۲–۴         | گوانگژو اورگراند | ۱–۳      | ۱–۱        |
| چونبوک هیوندای موتورز | ۲–۳         | گامبا اوساکا     | ۰–۰      | ۲–۳        |

### نیمه نهایی
| تیم ۱  | نتیجه نهایی | تیم ۲  | بازی رفت | بازی برگشت |
| ------ | ----------- | ------ | -------- | ---------- |
| الهلال | ۳–۴         | الاهلی | ۱–۱      | ۲–۳        |

| تیم ۱            | نتیجه نهایی | تیم ۲        | بازی رفت | بازی برگشت |
| ---------------- | ----------- | ------------ | -------- | ---------- |
| گوانگژو اورگراند | ۲–۱         | گامبا اوساکا | ۲–۱      | ۰–۰        |

### فینال
در فینال، فینالیست منطقه غرب میزبان بازی رفت بود، در حالی که فینالیست منطقه شرق میزبان بازی برگشت بود (برای تعیین ترتیب بازی‌ها قرعه‌کشی انجام نشد، زیرا این قرعه‌کشی برعکس فینال فصل قبل بود).
| الاهلی | ۰–۰    | گوانگژو اورگراند |
| ------ | ------ | ---------------- |
|        | Report |                  |

| گوانگژو اورگراند | ۱–۰    | الاهلی |
| ---------------- | ------ | ------ |
| الکسون ۵۴'       | Report |        |

گوانگژو اورگراند در مجموع ۱–۰ برنده شد.

## جوایز
| جوایز                 | بازیکن        | تیم              |
| --------------------- | ------------- | ---------------- |
| بهترین بازیکن         | ریکاردو گولار | گوانگژو اورگراند |
| گلزنان برتر           | ریکاردو گولار | گوانگژو اورگراند |
| جایزه بازی جوانمردانه | —             | گوانگژو اورگراند |

### قهرمان
| قهرمان لیگ قهرمانان آسیا ۲۰۱۵ |
| ----------------------------- |
| گوانگژو اورگراند              |
| دومین قهرمانی                 |

### تیم منتخب
| پست | بازیکن            | تیم              |
| --- | ----------------- | ---------------- |
| GK  | ماساکی هیگاشیگوچی | گامبا اوساکا     |
| DF  | ژانگ لینپنگ       | گوانگژو اورگراند |
| DF  | کوون کیونگ-وون    | الاهلی           |
| DF  | کیم یونگ گوان     | گوانگژو اورگراند |
| DF  | یاسر الشهرانی     | الهلال           |
| MF  | هوانگ بوئن        | گوانگژو اورگراند |
| MF  | ژنگ ژی            | گوانگژو اورگراند |
| MF  | ماجد حسن          | الاهلی           |
| FW  | احمد خلیل         | الاهلی           |
| FW  | الکسون            | گوانگژو اورگراند |
| FW  | ریکاردو گولار     | گوانگژو اورگراند |

## برترین گلزنان
| رتبه | بازیکن                          | تیم                   | ه۱ | ه۲ | ه۳ | ه۴ | ه۵ | ه۶ | ه‌ن۱ | ه‌ن۲ | چ‌ن۱ | چ‌ن۲ | ن‌ن۱ | ن‌ن۲ | ف۱ | ف۲ | مجموع |
| ---- | ------------------------------- | --------------------- | -- | -- | -- | -- | -- | -- | --- | --- | --- | --- | --- | --- | -- | -- | ----- |
| ۱    | ریکاردو گولار                   | گوانگژو اورگراند      | ۱  | ۳  | ۲  |    |    |    |     | ۲   |     |     |     |     |    |    | ۸     |
| ۲    | یانگ شو                         | شاندونگ لوننگ تایشان  | ۲  | ۱  |    | ۱  | ۲  |    |     |     |     |     |     |     |    |    | ۶     |
| ۲    | احمد خلیل                       | الاهلی                | ۱  |    |    |    |    | ۲  |     | ۲   |     | ۱   |     |     |    |    | ۶     |
| ۴    | یوسف مساکنی                     | لخویا                 |    |    |    |    | ۱  | ۱  | ۱   | ۱   | ۱   |     |     |     |    |    | ۵     |
| ۴    | عمر السومه                      | الاهلی                |    | ۱  |    | ۲  |    |    |     | ۲   |     |     |     |     |    |    | ۵     |
| ۴    | آساموا ژیان                     | العین                 |    | ۱  |    |    | ۱  | ۱  |     | ۲   |     |     |     |     |    |    | ۵     |
| ۷    | اندرسون پاتریک آگویار اولیوریا  | گامبا اوساکا          |    |    |    |    | ۲  |    |     | ۱   |     | ۱   |     |     |    |    | ۴     |
| ۷    | تاکاشی اوسامی                   | گامبا اوساکا          |    |    |    |    | ۱  | ۱  | ۲   |     |     |     |     |     |    |    | ۴     |
| ۷    | ماساتو کودو                     | کاشیوا ریسول          |    | ۲  |    | ۱  |    |    |     |     | ۱   |     |     |     |    |    | ۴     |
| ۷    | لی دونگ-گوک                     | چونبوک هیوندای موتورز |    |    | ۲  |    | ۲  |    |     |     |     |     |     |     |    |    | ۴     |
| ۷    | کارلوس ادواردو دی اولیویرا آلوز | الهلال                |    |    |    |    |    |    |     |     | ۲   | ۱   |     | ۱   |    |    | ۴     |
| ۷    | دیاگو لوئیز سانتو               | بوریرام یونایتد       |    |    |    |    | ۱  | ۳  |     |     |     |     |     |     |    |    | ۴     |
| ۷    | رودریگو خوزه لیما دوس سانتوس    | الاهلی                |    |    |    |    |    |    |     |     | ۱   | ۱   | ۱   | ۱   |    |    | ۴     |
| ۷    | اورتون ریبیرو                   | الاهلی                |    |    |    | ۱  | ۱  | ۱  |     |     |     |     |     | ۱   |    |    | ۴     |

منبع